# Miroslav Tavčar
Miroslav Tavčar, slovenski šolnik, * 2. november 1914, Kreplje, † 10. december 2008, Devin.

## Življenje in delo
Rodil se je v kmečki družini Josipu in Mariji Tavčar rojeni Starc. Ljudsko šolo in triletne vajenske tečaje je obiskoval v Dutovljah, kjer se je izučil za krojača. Po kratki bolezni je zapustil krojaški poklic in šel od doma z željo, da bi študiral. Zaposlil se je po raznih zavodih v Italiji in se učil ob delu. Leta 1943 se je zaradi vojnih razmer naselil v Trstu, kjer je do konca junija 1944 poučeval slovenščino in druge predmete pri družinah na domu. Isto delo je nato z dovoljenjem Osvobodilne fronte, s katero je sodeloval od decembra 1943, nadaljeval do aprila 1945 tudi v rojstnem kraju. Maturo na učiteljišču je uspešno končal v Gorici, na realni gimnaziji pa Trstu in dobil oktobra 1946 dovoljenje za poučevanje na slovenskih osnovnih šolah. Do januarja 1974 je učil na raznih šolah v Trstu in okolici. Januarja 1974 je bil imenovan za  šolskega komisarja v Občini Devin - Nabrežina.
Tavčar je bil med pobudniki in soustanovitelji prvih sindikalnih nadstrankarskih gibanj slovenskih šolnikov na Tržaškem po 2. svetovni vojni. Sodeloval je pri pripravi pomožnih učbenikov Naša pot za 3., 4. in 5. razred slovenskih osnovnih šol (Trst 1963) s poglavji: državljanska vzgoja, zgodovina, zemljepis in prirodopis, ter Okno v svet za 3., 4. in 5. razred slovenskih osnovnih šol (Trst 1974) z italijansko slovnico in civilno vzgojo. Sodeloval je tudi pri publikaciji Devin, dom lepe Vide (Devin 1983), ki je izšla ob poimenovanju devinske osnovne šole po pisatelju Josipu Jurčiču. V desetletju 1966-1976 je bil tudi koordinator odbora slovenskih osnovnošolskih radijskih oddaj na Radiu Trst A.